# Cham-e Khorram
Cham-e Khorram (persiska: چم خرّم, چَم خُرَّم) är en ort i Iran.   Den ligger i provinsen Chahar Mahal och Bakhtiari, i den centrala delen av landet, 400 km söder om huvudstaden Teheran. Cham-e Khorram ligger 1 836 meter över havet och antalet invånare är 160.
Terrängen runt Cham-e Khorram är huvudsakligen kuperad, men åt nordost är den platt. Cham-e Khorram ligger nere i en dal. Runt Cham-e Khorram är det ganska tätbefolkat, med 185 invånare per kvadratkilometer. Närmaste större samhälle är Shar-e Kord, 17,6 km sydväst om Cham-e Khorram. Trakten runt Cham-e Khorram består i huvudsak av gräsmarker.